# Boletina pahangensis
Boletina pahangensis är en tvåvingeart som beskrevs av Edwards 1928. Boletina pahangensis ingår i släktet Boletina och familjen svampmyggor. Inga underarter finns listade i Catalogue of Life.